# Христюк Дмитро Вікторович
Дмитро Вікторович Христюк (нар. 3 жовтня 1978, м. Шепетівка, Хмельницька область) — український військовослужбовець, офіцер, колишній командир батальйону 251 батальйону 241 бригади Сил Територіальної оборони Збройних Сил України. До 2022 року - політик. Заступник голови — керівник апарату Київської обласної державної адміністрації з березня 2014 року, Президент Федерації змішаних єдиноборств України, Перший віце-президент Всесвітньої асоціації змішаних бойових мистецтв (WMMAA).

## Освіта
У 2001 році закінчив Національний транспортний університет за спеціальністю «Будівництво та ремонт автомобільних доріг і аеродромів», кваліфікація інженер-будівельник.
У 2002 році — Інститут економіки та бізнесу на транспорті при Національному транспортному університеті за спеціальністю «Економіка підприємства», кваліфікація — економіст.
У лютому 2014 року завершив навчання у Національній академії державного управління при Президентові України, Інституті вищих керівних кадрів країни за спеціальністю «Управління суспільним розвитком».

## Кар'єра
З 2001 по 2005 рік Службі безпеки України, спецпідрозділ по боротьбі з тероризмом та захисту учасників кримінального судочинства «Альфа»;
2005 рік (травень-грудень) — головний спеціаліст Департаменту фінансово-економічного забезпечення промисловості Мінпромполітики України;
2005–2006 рр. — помічник Міністра промислової політики України;
2007–2008 рр. — голова правління ЗАТ "Виробничо-комерційна фірма «Шар»;
2009–2010 рр. — радник Міністра України з питань надзвичайних ситуацій та у справах захисту населення від наслідків Чорнобильської катастрофи;
2010 року (червень-листопад)— заступник голови Баришівської райдержадміністрації у Київській області;
2010-2012 рік — голова Баришівської районної ради у Київській області;
2012-2014 рік — радник голови Комітету Верховної Ради України з питань сім'ї, молодіжної політики, спорту та туризму.
Із березня 2014 і по теперішній час — заступник голови-керівник апарату Київської обласної державної адміністрації.
З 25 серпня 2015 року — голова Київської обласної партії «Нові обличчя»
Згідно повідомлень у пресі, опитуванням свідків було встановлено, що попри відсутність бойових виїздів, Дмитро Христюк отримував кошти від ЗСУ, посвідчення УБД, нагороду «Срібний хрест» від Головнокомандувача ЗСУ Валерія Залужного, а його фото як «героя» розміщено на стенді Київської обласної адміністрації.
Дмитро Христюк у програмі "Рикошет" на YouTube
Дмитро Христюк у програмі "Запитай у влади" на YouTube

## Спортивні досягнення
Дворазовий Чемпіон світу з бойового самбо серед професіоналів, Майстер спорту міжнародного класу з бойового самбо, Заслужений тренер України.

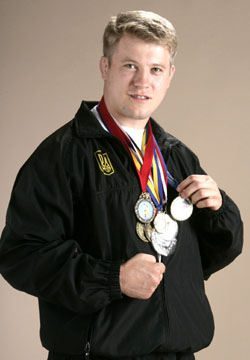
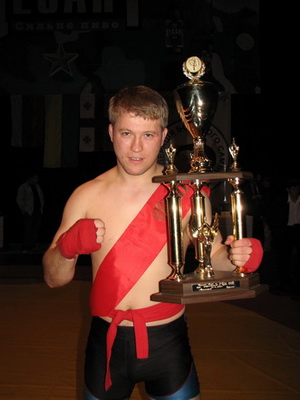

 "Доброго ранку, Україно". Гість студії - Дмитро Христюк на YouTube
Дмитро Христюк в гостях у "Чоловічого клубу" на YouTube
Дмитро Христюк в ефірі ТРК "КИЇВ" - Частина 1 на YouTube
Дмитро Христюк в ефірі ТРК "КИЇВ" - Частина 2 на YouTube

## Родина
Батько — Віктор Степанович, машиніст Шепетівського локомотивного депо.
Мати — Ніна Демидівна, померла у 1991 році. За життя працювала художнім керівником шепетівського самодіяльного хору Українського товариства сліпих (УТОС), викладачем співу.
Сестри — Алла та Наталя.

## Нагороди
За вагомий внесок у розвиток міжнародного іміджу України удостоєний почесного звання «Народний посол України».
Медаль «За військову службу» від Президента України.
Орден Миколи Чудотворця, Орден Пошани, Орден Архістратига Михаїла.
Почесний знак Служби безпеки України.
Неодноразово нагороджений грамотами Комітету Верховної Ради України з питань сім'ї, молодіжної політики, спорту та туризму, Комітету ВРУ з питань державного будівництва та місцевого самоврядування «За вагомий внесок у розвиток місцевого самоврядування та зміцнення української державності».